# Зеленогорське сільське поселення
Зеленого́рське сільське поселення (рос. Зелёногорское сельское поселение) — муніципальне утворення у складі Моркинського району Марій Ел, Росія. Адміністративний центр та єдиний населений пункт — селище Зеленогорськ.

## Історія
Станом на 2002 рік існувала Зеленогорська сільська рада (селища Зеленогорськ, Комсомольський). Пізніше селище Комсомольський було передано до складу Коркатовського сільського поселення.

## Населення
Населення — 895 осіб (2019, 1062 у 2010, 1174 у 2002).